# Emma Dolujanoff
Emma Dolujanoff (Ciudad de México, 8 de diciembre de 1922-ibídem, 23 de abril de 2013) fue una escritora y psiquiatra mexicana. A la par de desempeñarse como médico internista en diversas instituciones de la capital mexicana, cultivó diversos géneros literarios como la novela, el cuento, el ensayo y el teatro, en los que exploró diversos temas, como las relaciones interpersonales dentro del pueblo mayo, los conflictos y problemas mentales vistos desde una perspectiva psicoanalítica y la delincuencia juvenil.

## Biografía
Emma Dolujanoff nació el 8 de diciembre de 1922 en la Ciudad de México.  Hizo sus estudios primarios en el Colegio Alemán y los terminó en 1933; los secundarios, en las Escuelas Secundarias números 2 y 11, en la Ciudad de México.  Se graduó en 1945 de la Escuela Nacional de Medicina de la Universidad Nacional Autónoma de México como médico cirujano y se especializó en neuropsiquiatría.  Fue médica interna del Sanatorio Floresta hasta 1957.  Fue médica del Departamento de Psicopedagogía y directora de exámenes de admisión de la UNAM de 1966 a 1983.  Fue becaria del Centro Mexicano de Escritores de 1957 a 1959 con Héctor Azar, Juan García Ponce, Elena Poniatowska, Tomás Mojarro, Emilio Uranga, entre otros.  Publicó algunos de sus poemas en la "página médica" de El Universal. Además de ejercer medicina, como escritora se dedicó a escribir cuento y novela.  Debido a su profesión de siquiatra, Dolujanoff explora los problemas mentales de sus personajes literarios.  Se da a conocer con Cuentos del desierto en el cual brinda un trabajo profundo y conmovedor sobre el mundo de los mayos de Sonora. 
Murió el 23 de abril de 2013 en la Ciudad de México a los 92 años de edad víctima de un infarto al miocardio.

## Obras selectas

### Cuento
- Cuentos del desierto (Editorial Botas, 1959)
- El gallo de oro (Anuario del cuento mexicano, INBA, 1960)
- El venado niño (Anuario del cuento mexicano, INBA, 1962, p. 92-93)

### Novela
- Adiós, Job (Fondo de Cultura Económica, 1961)
- La calle de fuego (UNAM, 1966)

### Teatro
- Las muñecas (1957)